# Вилијам Дејл Монтгомери
Вилијам Дејл Монтгомери (енгл. William Dale Montgomery; 1945) бивши је амерички дипломата. Служио је као амерички амбасадор у Бугарској, Хрватској и Србији и Црној Гори.

## Биографија
Монтгомери је служио у америчкој војсци од 1967. до 1970. године, укључујући једну годину службе у рату у Вијетнаму. Каријеру је започео као службеник Службе за спољне послове Сједињених Држава 1974. Био је извршни помоћник државног секретара Лоуренса Иглбергера, а затим замјеника државног секретара Клифтона Р. Вартона млађег. Монтгомери је био замјеник шефа мисије у Софији од јуна 1988. до маја 1991. године.
Његови остали задаци укључивали су функцију економско-привредног службеника у амбасади у Београду, комерционалног службеника и политичког савјетника у амбасади у Москви и замјеника шефа мисије у Дар ес Салми, као и задаци у Вашингтону. Служио је као амерички амбасадор у Бугарској од октобра 1993. до јануара 1996. Од 1996. до 1997. служио је као специјални савјетник Стејт департмента за спровођење мира у Босни и Херцеговини.
Монтгомери је изабран за шефа мисије при америчкој амбасади у Београду у тадашњој Србији и Црној Гори, након поновног успостављања дипломатских односа 17. новембра 2000. године, а потврђен је као амерички амбасадор у Србији и Црној Гори 15. новембра 2001. Повукао се у фебруару 2004. године.

### Образовање
Монтгомери има бакалаурат из психологије на Бекнелском универзитету и мастер из пословне администрације у међународном пословању на Универзитету Џорџ Вашингтон. Док је радио у Стејт департменту, похађао је Национални ратни колеџ на једногодишњем програму у току 1986/1987. академске године.

### Лични живот
Вилијам Дејл је у браку са Лин Жермен, са којом има троје дјеце. Он говори бугарски, руски, српски и хрватски језик.